# O Nosso Santo Bateu
"O Nosso Santo Bateu" é uma canção da dupla sertaneja Matheus & Kauan. A canção foi lançada no dia 10 de março de 2016 como primeiro single do álbum Na Praia.

## Composição
"O Nosso Santo Bateu" é composição de Matheus Aleixo em parceria com Richard Paixão. Depois dos sucessos "Que Sorte a Nossa" e "A Rosa e o Beija-Flor", Matheus & Kauan apostam na mistura do sertanejo com reggae.  Kauan conta que a dupla se preocupou em entrar na onda do projeto. "Como era na praia, a gente tinha que ter uma coisa diferente. Foi aí que surgiu 'O Nosso Santo Bateu', que é um reggae. Tem mais a cara do negócio".

## Videoclipe
O vídeo da canção extraído do DVD Na Praia foi gravado em Brasília (DF) e teve uma praia artificial criada especialmente para o show, e foi disponibilizado no canal oficial do Youtube da dupla no dia 4 de março de 2016.

## Lista de faixas
| Download digital no iTunes |                       |         |  |
| N.º                        | Título                | Duração |  |
| 1.                         | "O Nosso Santo Bateu" | 3:07    |  |

## Prêmios e indicações
| Ano  | Prêmio            | Indicação     | Resultado |
| ---- | ----------------- | ------------- | --------- |
| 2016 | Caldeirão de Ouro | As 10+ do Ano | 6º Lugar  |

## Desempenho nas tabelas musicais
| Tabela musical (2016)                                         | Melhor posição |
| ------------------------------------------------------------- | -------------- |
| Brasil - Billboard Brasil Hot 100 Airplay                     | 13             |
| Brasil - Billboard Brasil Regional Grande São Paulo Hot Songs | 2              |
| Brasil - Billboard Brasil Regional Belo Horizonte Hot Songs   | 3              |
| Brasil - Billboard Brasil Regional Vitória Hot Songs          | 1              |
| Brasil - Billboard Brasil Regional Goiânia Hot Songs          | 2              |
| Brasil - Billboard Brasil Regional Curitiba Hot Songs         | 2              |
| Brasil - Billboard Brasil Regional Florianópolis Hot Songs    | 1              |

### Tabelas de fim-de-ano
| Tabela musical (2016)                     | Melhor posição |
| ----------------------------------------- | -------------- |
| Brasil - Billboard Brasil Hot 100 Airplay | 12             |